# Frécourt (Moselle)
Pour l’article homonyme, voir Frécourt.
Frécourt est une ancienne commune française du département de la Moselle en région Grand Est. Elle est rattachée à celle de Servigny-lès-Raville en 1812.

## Toponymie
Anciennes mentions : Firicicurtis (XIIIe siècle), Freicourt (1332), Firicourt (1392), Fruocurt (1544), Frecourt (1606), Fraicourt (1756). 
En lorrain roman : Fréco, en allemand : Friedrichshofen (1915-1918).
D'après la mention du XIIIe siècle, il s'agit du nom de personne germanique Friderich et du latin curtis.

## Histoire
En 1560 Frécourt est l'un des villages de la châtellenie de Menguen, arrière-fief de Créhange ; en 1722 cette localité est le siège d'une seigneurie, haute, moyenne et basse justice, qui constitue avec Servigny et Moriville la seigneurie de Servigny-lès-Raville. Il y a de plus à Frécourt une vouerie dépendant de la seigneurie de Hombourg à une époque non précisée.
Au XVIIIe siècle, cet endroit dépend des Trois-Évêchés dans le bailliage de Metz. La commune de Frécourt est réunie à celle de Servigny-lès-Raville par décret du 31 juillet 1812.

## Démographie
| 1793 | 1800 | 1806 |
| ---- | ---- | ---- |
| 145  | 131  | 150  |

En 1817, Frécourt a 147 habitants répartis dans 23 maisons.

## Lieux et monuments
- Chapelle